# 追达村
28°16′01″N 99°13′14″E / 28.2668262°N 99.2204576°E
追达村是位于中华人民共和国云南省迪庆藏族自治州德钦县奔子栏镇的一个村庄。地处金沙江东岸，位于白马雪山国家级自然保护区内。海拔2‚780米, 年均气温小于10℃, 年均降水量900毫米。人口186人，信奉藏传佛教。全村耕地8.308公顷，农民收入来源以种植业和养殖业为主。
村寨附近的朵就山和日泥巴乌都吉山是当地的圣山。